# جربیل واگنر
جربیل واگنر (نام علمی: Dipodillus dasyurus) نام یک گونه از زیرخانواده جربیل است.